# Aprendizagem colaborativa

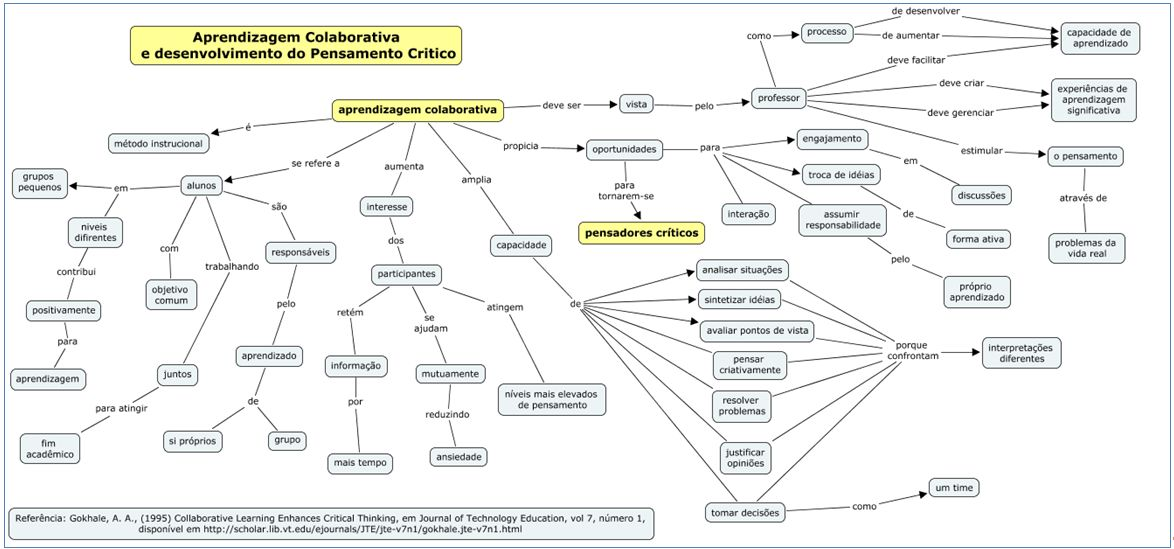
Mapa Conceitual Aprendizagem Colaborativa

A aprendizagem colaborativa é um recurso na área de educação, que surge da necessidade de inserir metodologias interativas entre o aluno, ou usuário, em conjunto
com o professor para que estabeleçam buscas, compreensão e interpretação da informação de assuntos determinados.
O elemento essencial das comunidades de aprendizagem é a tendência a aprender trabalhando juntos, o professor e o estudante, para melhorar a educação.
Normalmente surge de uma estratégia de ensino e na qual os alunos de vários níveis de performance passam a trabalhar juntos em pequenos grupos tendo uma única meta que proporciona a interatividade. Para Panitz, é “uma filosofia de interacção e estilo de vida pessoal (…)” neste sentido há uma menor intervenção do educador e, por consequência, proporcionar mais responsabilidade à criança.
Como definição pode ser visto como sendo: “um ambiente social, cultural, intelectual e psicológico que promove e sustenta a aprendizagem enquanto processo social, baseado na partilha de recursos e construção solidária de saberes, formado por um conjunto de pessoas em interação animadas de um comprometimento mútuo, de um sentimento de pertença e identidade”.
Ela coloca os membros de uma comunidade de um modo que eles possam contribuir com seus conhecimentos. O processo de ensino aprendizagem não está somente envolvendo a ligação professor/aluno, mas sim todos aqueles que fazem parte do grupo de aprendizagem. Assim, os formandos aprendem com os seus pares e contribuem para a aprendizagem deles.
A aprendizagem colaborativa recorre, nomeadamente, à aprendizagem via internet, onde podemos ter a interação, a construção do conhecimento, a discussão e a reflexão, sempre com um fim comum que é a aprendizagem.
Esse ambiente virtual coloca o aluno como centro do processo de aprendizagem e quando é ensino a distância aborda os mesmos dois pontos chave, um está baseado na construção do conhecimento do indivíduo em aprender e o outro consiste em um processo de aprendizagem social onde todos trabalham em grupo. Tanto professores quanto estudantes interagem juntos simplesmente independente de lugar por intermédio do computador. Atualmente, a criação e uso de audioblogs e tvblogs são propostos nos modelos de aprendizagem colaborativa, uma vez que foi demonstrado que os alunos que desenvolvem essas atividades desenvolvem habilidades relacionadas ao domínio das linguagens audiovisuais, colaboram em equipe e aumentam sua capacidade de autocrítica.